# Plagiohammus emanon
Plagiohammus emanon là một loài bọ cánh cứng trong họ Cerambycidae.